# Archibald Peter McNab

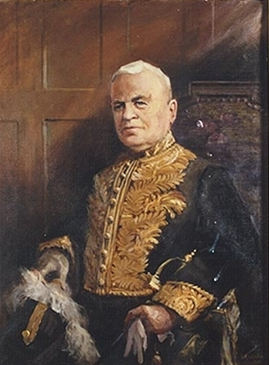
Archibald Peter McNab

Archibald Peter („Archie“) McNab (* 29. Mai 1864 im Glengarry County, Ontario; † 29. April 1945 in Regina, Saskatchewan) war ein kanadischer Politiker und Unternehmer. Von 1936 bis 1945 war er Vizegouverneur der Provinz Saskatchewan.

## Biografie
McNab zog 1882 zusammen mit seinem Zwillingsbruder Neil nach Winnipeg und baute danach in Virden (Manitoba) einen landwirtschaftlichen Betrieb auf. Mehrere Dürrejahre in Folge zwangen ihn 1887 zur Aufgabe seines Hofes, woraufhin er für Ogilvie Flour Mills als Getreidehändler tätig war. 1902 verlegte das Unternehmen seinen Sitz nach Rosthern in Saskatchewan, wo er in zwei Getreidespeicher investierte. Er verkaufte sie mit Gewinn und gründete in Saskatoon die Dominion Elevator Company.
1908 kandidierte McNab für die Saskatchewan Liberal Party bei den Wahlen zur Legislativversammlung von Saskatchewan und wurde im Wahlbezirk Saskatoon City gewählt. In Thomas Walter Scotts Regierung war er Minister für staatliche Bauvorhaben. Er setzte sich auch dafür ein, dass die University of Saskatchewan sich in Saskatoon niederließ. McNab zog sich 1926 aus der Politik zurück, als er die Leitung der Lokalverwaltungsaufsicht übernahm. Vorwürfe, wonach er für dieses Amt nicht geeignet sei, zwangen ihn 1930 zum Rücktritt.
Generalgouverneur Lord Tweedsmuir vereidigte McNab am 10. September 1936 als Vizegouverneur von Saskatchewan. Höhepunkt dieses repräsentativen Amtes war 1939 der Empfang von König George VI. und Königin Elizabeth während ihrer offiziellen Reise durch alle kanadischen Provinzen. 1944 beschloss die Provinzregierung, das Government House, den Amtssitz des Vizegouverneurs in Regina, aus Spargründen zu schließen. McNab war dessen letzter Bewohner. Am 26. Februar 1945 trat er aus gesundheitlichen Gründen zurück; zwei Monate später starb er an einer Lungenentzündung.